# Werner Schmidt (Mediziner, 1943)

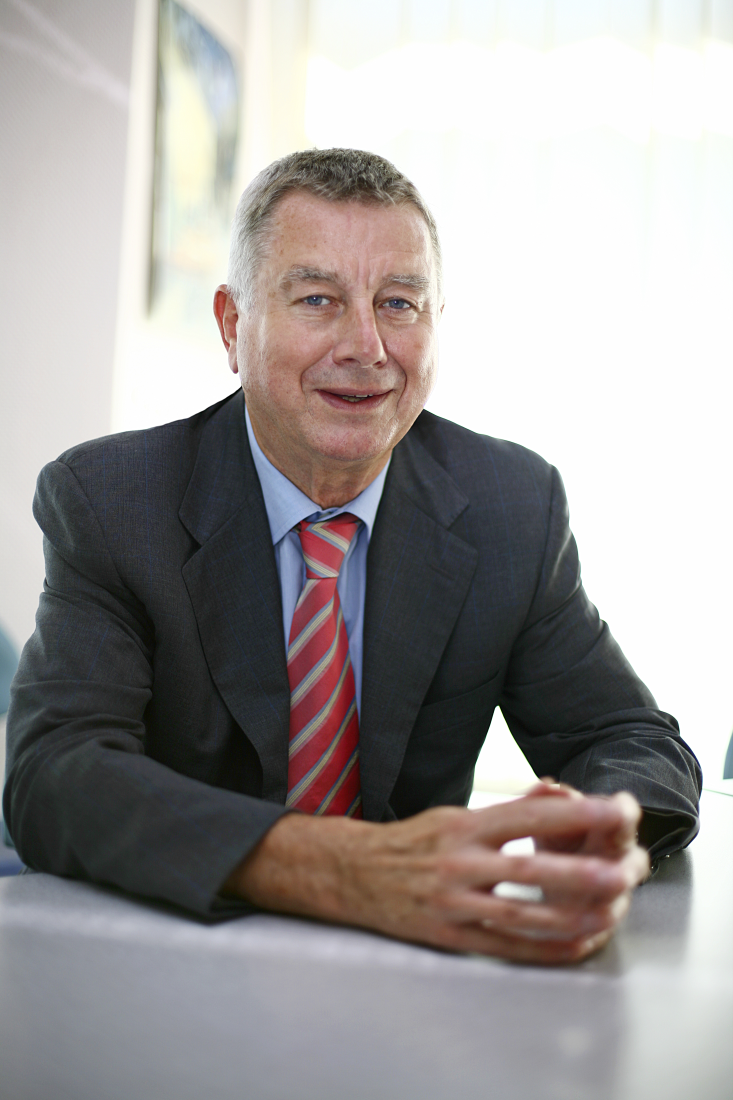
Werner Schmidt

Werner Schmidt (* 5. Oktober 1943 in Waghäusel) ist ein deutscher Arzt für Gynäkologie und Geburtshilfe. Er war 21 Jahre Lehrstuhlinhaber für Frauenheilkunde, Geburtshilfe und Reproduktionsmedizin an der Universität des Saarlandes in Homburg.

## Leben
Nach dem Abitur 1965 am Justus-Knecht-Gymnasium in Bruchsal erfolgte das Medizinstudium zuerst in Frankfurt am Main, danach setzte Schmidt bis zum Medizinischen Staatsexamen 1971 das Studium an der Heidelberger Universität fort. Die Promotion erfolgte 1971, die Approbation als Arzt wurde ihm am 7. Februar 1973 erteilt. Er ist verheiratet und hat zwei Kinder.
Von 1972 bis 1974 arbeitete er als DFG-Stipendiat am Institut für Immunologie und Serologie der Universität Heidelberg. Ab November 1974 war er als wissenschaftlicher Mitarbeiter an der Universitäts-Frauenklinik Heidelberg tätig. Die Facharztanerkennung erfolgte am 5. November 1980 mit gleichzeitiger Ernennung zum Oberarzt. Ab September 1985 war er leitender Oberarzt und Vertreter des Klinik-Direktors. Die Professur auf Lebenszeit wurde ihm im Februar
1987 verliehen. Von 1984 bis 1985 war er als „Visiting Professor“ an der Yale University-Medical School New Haven, Connecticut USA mit Unterstützung der DFG klinisch und wissenschaftlich tätig. Von 1987 bis 1988 wurde ihm die kommissarische Leitung der Universitäts-Frauenklinik in Heidelberg übertragen. Ab September 1988 leitete er die Universitäts-Frauenklinik in Homburg, die Berufung auf den Lehrstuhl für Frauenheilkunde erfolgte am 10. November 1989.
Von 1991 bis 1999 fungierte er als Herausgeber des Jahrbuchs für Gynäkologie und Geburtshilfe im Biermann-Verlag/Zülpich.

## Werk
Wissenschaftliche Schwerpunkte seiner Tätigkeit waren die Evaluierung neuer Überwachungsmethoden in der Perinatologie/Geburtshilfe, z. B. Kinetocardiotokographie, Erweiterung biophysikalischer Untersuchungsmethoden, Ultraschallüberwachung/Biometrie, Dopplersonographie und pränatale Diagnostik bei Hochrisikoschwangerschaften, in der operativen Gynäkologie z. B. Frühdiagnose/-behandlung beim Mammakarzinom und gynäkologischen Tumoren, Einführung plastisch-rekonstruktiver Verfahren beim Vulvakarzinom/Mammakarzinom, sowie die Anwendung neuester Behandlungsmethoden beim Mammakarzinom (intraoperative Bestrahlung) und die Etablierung eines ivF-Therapie-Zentrums (künstliche Befruchtung) in Homburg.
Meilensteine seiner Tätigkeit am Universitätsklinikum des Saarlandes waren u. a. die konzeptionelle Erarbeitung und der Bezug des Neubaus der Universitäts-Frauen und -Kinderklinik als Grundlage für das Perinatal-Zentrum I (1995) incl. eines pränatalen Diagnose-Zentrums DEGUM-Stufe III, die Gründung und Zertifizierung (DKG) des Brustzentrums (in 2000 und 2005), die Etablierung des ivF-Zentrums im Jahre 1995 und die Einführung der Intrabeam-Bestrahlungs-Technik (IORT) beim frühen Mammakarzinom (2007).

## Ehrungen
In Anerkennung seines Engagements in der ärztlichen Fortbildung wurde ihm von der Bundesärztekammer die Ernst-von-Bergmann-Plakette verliehen und er erhielt 1999 die Ehrendoktorwürden der Semmelweis-Universität in Budapest und Iuliu Hatieganu-Universität in Klausenburg/Rumänien.
Er ist Ehrenmitglied der ungarischen Gesellschaft für Gynäkologie und Geburtshilfe und fungierte über viele Jahre als Präsident der Deutsch-Spanischen Gesellschaft für Gynäkologie und Geburtshilfe.
Seit 2000 ist er aktives Mitglied der Ethik-Kommission der Saarländischen Ärztekammer.

## Publikationen (Auswahl)
- Farbdopplersonographie in Gynäkologie und Geburtshilfe. Abgerufen am 11. Oktober 2014.
- Perinatal Events and Brain Damage in Surviving Children. Abgerufen am 11. Oktober 2014.
- Das KCTG – erste klinische Erfahrungen beim Einsatz des Kinetokardiotokogramms. Abgerufen am 11. Oktober 2014.
- Real-time ultrasound elastography in 180 axillary lymph nodes: elasticity distribution in healthy lymph nodes and prediction of breast cancer metastases. PMID 23253859.
- Postnatal neuro-development of fetuses with absent end-diastolic flow in the umbilical artery and/or fetal descending aorta. PMID 22215198.
- A new method to assess drug sensitivity on breast tumor acute slices preparation. PMID  17341636
- Relationship between nuclear chromatin decondensation (NCD) in vitro and other sperm parameters and their predictive value on fertilization rate in IVF program. PMID 16195827
- Biochemical indexes of the B vitamins in cord serum are predicted by maternal B vitamin status. PMID 16002811.
- Application of silicon sensor technologies to tumor tissue in vitro: detection of metabolic correlates of chemosensitivity. PMID 15911976
- Serological identification of breast cancer-related antigens from a Saccharomyces cerevisiae surface display library. PMID 15880534
- Identification of an HLA-DR-restricted peptide epitope with a promiscuous binding pattern derived from the cancer testis antigen HOM-MEL-40/SSX2. PMID 15382048
- Doppler examinations of fetal and uteroplacental blood flow in AGA and IUGR fetuses before and after maternal physical exercise with the bicycle ergometer. PMID 15188802
- Relationship between cytokine concentrations (FGF, sICAM-1 and SCF) in serum, follicular fluid and ICSI outcome. PMID 14725569.
- Comparison of perinatal outcome in fetuses with reverse or absent enddiastolic flow in the umbilical artery and/or fetal descending aorta. PMID 12951886.
- DNMT1 genetic polymorphisms affect breast cancer risk in the central European Caucasian population. Abgerufen am 11. Oktober 2014.